# إيرا دي منت
إيرا دي ميتز (بالإنجليزية: Ira De Ment)‏ (و. 1931 – 2011 م) هو محامي، وقاضي من الولايات المتحدة الأمريكية.

## التعليم
تعلم في جامعة ألاباما.